# Attack on Titan
Attack on Titan (進撃の巨人 Shingeki no Kyojin) er en japansk manga-serie skrevet og illustreret af Hajime Isayama. Den foregår i en verden, hvor menneskeheden lever i byer omringet af tre kolossale mure, som beskytter dem fra gigantiske, menneskelignende skabninger kaldet Titaner, som fortærer mennesker. Historien følger Eren Yeager, som sværger, at han vil udryde Titanerne, efter en Titan forårsagede ødelæggelsen af hans hjemby samt hans mors død. Attack on Titan havde føljeton i Kodanshas månedlige shounen-magasin Bessatsu Shōnen Magazine i perioden september 2009 til april 2021 og er løbende blevet samlet i 34 bind.
En anime-serie er blevet produceret af Wit Studio (sæson 1-3) og MAPPA (sæson 4). En første sæson på 25 afsnit blev sendt i perioden april til september 2013, som blev fulgt op af en anden sæson på 12 afsnit, der blev sendt i perioden april til juni 2017. En tredje sæson på 22 afsnit deltes op i to dele, hvoraf de første 12 afsnit blev sendt i perioden juli til oktober 2018, og de resterende 10 afsnit blev sendt i perioden april til juli 2019. Den fjerde og endelige sæson havde premiere i december 2020, hvor 16 afsnit blev sendt som den første del, hvorefter den anden del havde premiere i januar 2022.
Attack on Titan er blevet en succes både kommercielt og blendt anmeldere. Per december 2019 er over 100 millioner bind blevet printet verden over, hvilket har gjort den til én af det bedst sælgende manga-serier nogensinde. Den har vundet adskillige priser, blandt andet Kodansha Manga Award, Attilio Micheluzzi Award og Harvey Award.